# Калиновая (верхний приток Крынки)
Калиновая — река в Амвросиевском районе Донецкой области Украины (с 2014 года под контролем непризнанной ДНР), левый приток Крынки (бассейн Азовского моря).

## Описание
Длина реки 12 км. Площадь бассейна 37,7 км². Уклон реки 8,5 м/км. Кратчайшее расстояние между истоком и устьем 8,7 км. Коэффициент извилистости реки 1,39. Формируется из нескольких водоёмов.

## Расположение
Калиновая берёт начало на северо-восточной окраине села Алексеевское. Течёт преимущественно на юго-запад. Напротив села Калиновое впадает в реку Крынку (правый приток Миуса).